# Chel Savelkoul
Michel Hubert Franciscus (Chel) Savelkoul (Grevenbicht, 9 augustus 1924 – aldaar, 27 december 2003) was een Limburgse tekstschrijver, regisseur, componist en zanger. Hij schreef en zong veel Limburgstalige liedjes, waarvan Huer Ich De Maas Weer Roesje en Mezeik Doe Parel Aan De Maas tot de bekendste worden gerekend.

## Biografie
Savelkoul groeide op in een gezin waarin muziek en toneel een belangrijke plaats innamen. Als vierjarige werd hij door zijn vader al meegenomen naar de repetities van de Harmonie. Op de lagere school begon hij met het schrijven van teksten. Op vijftienjarige leeftijd stond hij zelf voor het eerst op de bühne en als zeventienjarige was hij verbonden aan het Racket-Cabaret van Toon Hermans.
Savelkoul richtte in 1946 het revuegezelschap Peepe Boos op. Later trad hij op in het duo Chel en Graat. Verder was hij oprichter, tekstschrijver en regisseur van Theater Komiek dat in het parochiehuis van Grevenbicht van 1954 tot en met 1992 drieëndertig succesvolle revues in Grevenbicht uitvoerde. Deze revues trokken publiek uit geheel Nederlands- en Belgisch Limburg. Savelkoul begon als troubadour met optredens in de jaren vijftig en noemde zich De Limburgse Jonge.
In 1985 ontving Savelkoul de Kanunnik-Coenen-Prijs, een onderscheiding die Maasketen “Jan van Eyck” tweejaarlijks toekent aan mensen en/of instellingen die bijzondere verdiensten hebben voor het Limburgs culturele leven aan weerszijden van de Maas.
Door zijn liedjes over de Maas en (bedevaarts)plaatsen in zowel Belgisch als Nederlands Limburg was Savelkoul in de beide Limburgen bekend. Zijn liedjes vormen een bijdrage aan de Limburgse identiteit.
Savelkoul wordt samen met Jo Erens, Sjef Diederen, Frits Rademacher en Harry Bordon gerekend tot De Grote Vijf van de Limburgse Troubadours van de jaren veertig tot en met negentig van de vorige eeuw.
Chel Savelkoul overleed op 27 december 2003 in zijn woonplaats. De plechtige Requiemmis vanuit de Sint-Catharinakerk werd bijgewoond door veel mensen uit de beide Limburgen.

## Eerbetoon

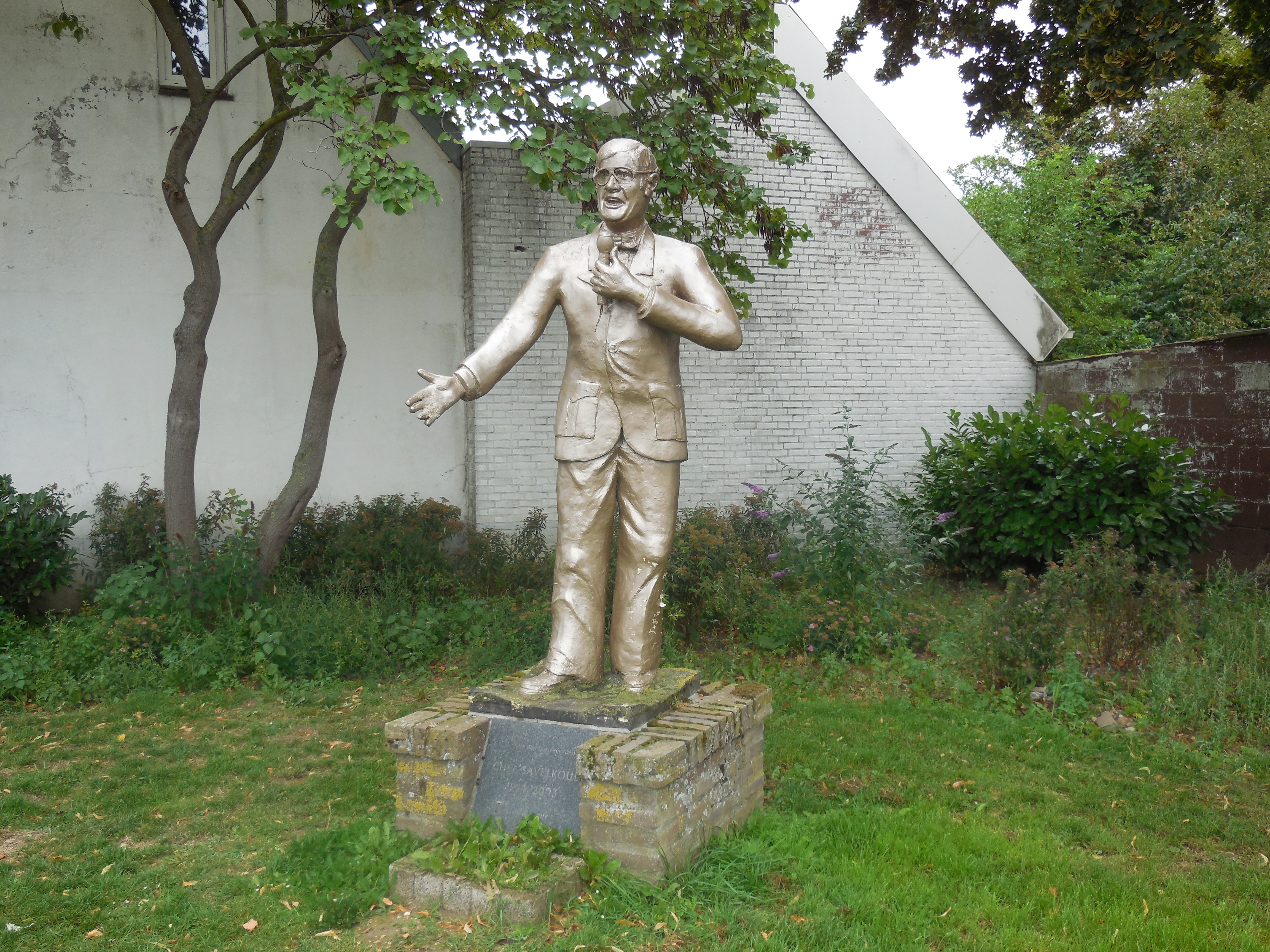
Standbeeld van zanger Chel Savelkoul

Aan de Dijk te Grevenbicht aan de Belgisch-Nederlandse grens staat sinds 22 mei 2010 een standbeeld Savelkoul, – gemaakt door Willy De Bruijn. Hierop is hij uitgebeeld in staande houding met zijn microfoon, kijkend over de Maas.  Op 9 juni 2023 werd de ‘Stichting Chel Savelkoul’ opgericht door drie familieleden dochter Nicole, nicht Cecile en neef Jo, met het oog op de viering in 2024 van zijn 100-ste geboortejaar en zo weer aandacht te schenken aan zijn gehele oeuvre zodat ook de jongere generaties daar weer kennis van konden nemen. In 2024 werden meerdere evenementen georganiseerd.

## Discografie
LP's van Chel Savelkoul:
- "Zéngentaere langs de Maas mit Chel Savelkoul"
- "Limburgs glorie" (Dureco ELF 7514)
- "Limburgs glorie" (Dureco GIP 33.006, 1979)
- "Lente in Limburg" (Dureco GIP 33.005, 1979)
- "Limburg allein" (Dureco GIP 33.008, 1979)
- "Een groot uur... Limburg" ( dubbel LP, Dureco 2CQ017/2CQ018)

CD:
- "Blie zeen" (PS Stemra 9701, 1997)

CD's samen met anderen:
- "Troubadour 2" (Marlstone CDL 9311, 1993)
- "Limburg's glorie" (Dureco 11 689626, 200?)
- "Ha! Tjieng! Boem! (Marlstone CDL 2428, 2004)

PUBLICATIE:
- " 't Laog väör 't oprape" (Sittard, 1995)